# Околе (Поморське воєводство)
Околе (пол. Okole, нім. Okollen) — село в Польщі, у гміні Староґард-Гданський Староґардського повіту Поморського воєводства.
Населення — 189 осіб (2011).
У 1975-1998 роках село належало до Гданського воєводства.

## Демографія
Демографічна структура станом на 31 березня 2011 року:
|          | Загалом | Допрацездатний вік | Працездатний вік | Постпрацездатний вік |
| -------- | ------- | ------------------ | ---------------- | -------------------- |
| Чоловіки | 93      | 26                 | 63               | 4                    |
| Жінки    | 96      | 30                 | 55               | 11                   |
| Разом    | 189     | 56                 | 118              | 15                   |